# Хэнкс, Колин
Колин Хэнкс (англ. Colin Hanks), при рождении Колин Льюис Диллинхем (англ. Colin Lewes Dillingham; род. 24 ноября 1977, Сакраменто, США) — американский актёр и продюсер. Обладатель премии «Молодой Голливуд» в 2002 году, номинант на премии «Эмми» (2014) и «Золотой глобус» (2015).

## Биография
Колин Хэнкс родился 24 ноября 1977 года в городе Сакраменто в семье актёра Тома Хэнкса и актрисы Саманты Льюис (урождённой Диллинхем). У Колина Хэнкса есть сестра Элизабет (род. 1982) и братья Честер Марлон Хэнкс (род. 1990) и Труман Теодор Хэнкс (род. 1995) (англ. Chester Marlon Hanks and Truman Theodore Hanks) от второго брака его отца и Риты Уилсон. Фамилию на «Хэнкс» ему поменяли в 1978 году, когда его родители официально поженились.
Колин изучал театральное искусство в университете (англ. Loyola Marymount University) в Вестчестере, Калифорния. Во время учёбы он играл главные роли в многочисленных студенческих фильмах и выступал в бесчисленном количестве театральных производств, которые позже привели к профессиональным ролям в сценических постановках «Пролетая над гнездом кукушки» и «Шум за сценой» по пьесе Майкла Фрейна.
Колин Хэнкс получил первый опыт работы в кино в качестве помощника производства в 1995 году на съёмочной площадке фильма «Аполлон 13», где в главной роли снялся его отец. После этого опыта, молодой актёр перед окончанием университета решил попробовать свои силы в фильме «То, что ты делаешь», сценаристом и режиссёром которого также был Том Хэнкс.
Одной из известных ролей Колина в кино стала роль Шауна Брамдера в фильме «Страна чудаков» (англ. Orange County), где он сыграл с Джеком Блэком и Джоном Литгоу. Самой известной телевизионной работой можно считать роль Алекса Витмана в молодёжном фантастическом телесериале «Город пришельцев» (англ. Roswell), показанным в период с 1999 по 2002. Он также снялся в одной из серий американского сериала «Одинокие сердца» (англ. The O.C.), исполнил роль Лейтенанта Генри Джонса в «Братья по оружию» (англ. Band of Brothers). В 2005 году Колин снялся в картине Питера Джексона «Кинг-Конг» (англ. King Kong) в роли Престона. Годом позже его можно было увидеть в «Tenacious D: Медиатор судьбы» (англ. Tenacious D in: The Pick of Destiny), где он исполнил роль-камео участника «Пьяного братства» (англ. drunken fraternity brother).
2008 год стал насыщенным для Колина Хэнкса: «Мальчикам это нравится» (англ. The House Bunny), «Великий Бак Ховард» (англ. The Great Buck Howard) — в этом фильме он снялся вместе со своим отцом и Джоном Малковичем. В 2011 году начал сниматься в сериале «Декстер» в роли Трэвиса Маршала, студента и впоследствии сообщника профессора Джеймса Геллара, которого сыграл актёр Эдвард Джеймс Олмос.
В 2014 году исполнил роль трусоватого офицера полиции в телесериале канала FX «Фарго». Эта актёрская работа Хэнкса была отмечена номинацией на премию «Эмми». В 2015 году он начал сниматься в ситкоме CBS «Жизнь в деталях».
Колин играет на бас-гитаре в своей хип-хоп группе «The Underlords».

## Личная жизнь
С 8 мая 2010 года Колин женат на публицистке Саманте Брайант (англ. Samantha Bryant).. У супругов две дочери: Оливия Джейн Хэнкс (род. 1 февраля 2011) и Шарлотта Брайант Хэнкс (род. 2 июля 2013).

## Фильмография
- 1996 — То, что ты делаешь / That Thing You Do!
- 1999 — 2001 — Город пришельцев / Roswell
- 2000 — Любой ценой / Whatever It Takes
- 2001 — Вирус любви / Get Over It
- 2001 — Братья по оружию / Band of Brothers
- 2002 — Страна чудаков / Orange County
- 2003 — 11:14 / 11:14
- 2003 — Одинокие сердца / The O.C.
- 2005 — Кинг-Конг / King Kong
- 2005 — 2008 — Числа / Numb3rs
- 2006 — Tenacious D: Медиатор судьбы / Tenacious D in The Pick of Destiny
- 2008 — Не оставляющий следа / Untraceable
- 2008 — Новый парень моей мамы / My Mom’s New Boyfriend
- 2008 — Великий Бак Ховард / The Great Buck Howard
- 2008 — Мальчикам это нравится / The House Bunny
- 2008 — Буш-младший / W.
- 2010 — Хорошие парни / the good guys
- 2011 — Декстер (6 сезон) / Dexter — Трэвис Маршалл
- 2012 — Проклятие моей матери / The Guilt Trip — Роб
- 2013 — Морская полиция: Спецотдел (сериал, 10 сезон) / NCIS — Ричард Парсонс
- 2013 — н.в. Мамаша / Mom — Andy
- 2013 — Парклэнд / Parkland — Dr. Malcom Perry
- 2013 — Фарго / Fargo — Гас Гримли
- 2015 — Не менее странно, чем любовь / No Stranger Than Love
- 2015 — Что живёт внутри (сериал, 1 сезон) / What Lives Inside — Тейлор Делани
- 2015 — Каникулы / Vacation
- 2016 — Элвис и Никсон / Elvis & Nixon
- 2016 — 2021 — Говорящий Том и друзья / Talking Tom and Friends — Говорящий Том
- 2017 — Джуманджи: Зов джунглей — Алекс Рик
- 2019 — Джуманджи: Новый уровень — Алекс Рик
- 2022 — Предложение  — Барри Лапидус
- 2022 — Друг семьи — Боб Броберг
- 2025 — Никто 2 — Абель

## Награды
- 2002 — номинация на премию MTV Movie Awards (MTV Movie Awards 2002) в категории «Breakthrough Male Performance» за роль в фильме «Страна чудаков».
- 2002 — победитель премии Молодой Голливуд (Young Hollywood Awards) в категории «One to Watch — Male»